# 한석용
한석용(영어: Han Seokyong, 1936년 ~ 2015년 11월 24일)는 강원도 도지사를 역임한 대한민국의 공무원, 정치인이다.

## 생애
1960년에 공직에 입문하여 강원도 기획관리실장, 강원도 도지사, 인천시 부시장을 역임하였다. 퇴직 후 대한적십자사 도지회장, 제2건국추진위 공동위원장을 맡았다.